# Vetenskaplig kreationism
Vetenskaplig kreationism är en form av kreationism som gör anspråk på att ge vetenskapligt stöd för skapelseberättelsen i Första Moseboken samt motbevisa eller återförklara vetenskapliga fakta, teorier och paradigm om geologi, kosmologi, biologisk evolution, arkeologi, historia och lingvistik.

## Intelligent design
I USA hade flera skolor undervisning i vetenskaplig kreationism som ett alternativ till bland annat evolutionen. Det utmanades i flera rättsfall, där amerikansk skollag tolkades att ingen religion fick favoriseras. För att göra teorierna mindre känsliga för sådana granskningar skapade förespråkare för vetenskaplig kreationism begreppet intelligent design, som inte explicit namnger vilken religion skaparen förekommer i.